# كأس ملك إسبانيا 2021–22
كان كأس ملك إسبانيا 2021–22 الموسم العشرون بعد المائة من بطولة كأس الملك. سيضمن الفائز بالبطولة مكانًا في دور المجموعات للدوري الأوروبي 2022–23. وسيتأهل كل من الفائز والوصيف إلى كأس السوبر الإسباني 2022–23 الذي يضم أربعة فرق.
برشلونة هو حامل اللقب، بعد فوزه على أتلتيك بيلباو في نهائي النسخة السابقة.

## وصلات خارجية
- الموقع الرسمي للإتحاد الملكي الإسباني لكرة القدم
- كأس ملك إسبانيا على LFP